# Université européenne
 (septembre 2022).
La mise en forme du texte ne suit pas les recommandations de Wikipédia : il faut le « wikifier ».
Les points d'amélioration suivants sont les cas les plus fréquents :
- Les titres sont pré-formatés par le logiciel. Ils ne sont ni en capitales, ni en gras.
- Le texte ne doit pas être écrit en capitales (les noms de famille non plus), ni en gras, ni en italique, ni en « petit »…
- Le gras n'est utilisé que pour surligner le titre de l'article dans l'introduction, une seule fois.
- L'italique est rarement utilisé : mots en langue étrangère, titres d'œuvres, noms de bateaux, etc.
- Les citations ne sont pas en italique mais en corps de texte normal. Elles sont entourées par des guillemets français : « et ».
- Les listes à puces sont à éviter, des paragraphes rédigés étant largement préférés. Les tableaux sont à réserver à la présentation de données structurées (résultats, etc.).
- Les appels de note de bas de page (petits chiffres en exposant, introduits par l'outil «  Source ») sont à placer entre la fin de phrase et le point final[comme ça].
- Les liens internes (vers d'autres articles de Wikipédia) sont à choisir avec parcimonie. Créez des liens vers des articles approfondissant le sujet. Les termes génériques sans rapport avec le sujet sont à éviter, ainsi que les répétitions de liens vers un même terme.
- Les liens externes sont à placer uniquement dans une section « Liens externes », à la fin de l'article. Ces liens sont à choisir avec parcimonie suivant les règles définies. Si un lien sert de source à l'article, son insertion dans le texte est à faire par les notes de bas de page.
- La présentation des références doit suivre les conventions bibliographiques. Il est recommandé d'utiliser les modèles {{Ouvrage}}, {{Chapitre}}, {{Article}}, {{Lien web}} et/ou {{Bibliographie}}. Le mode d'édition visuel peut mettre en forme automatiquement les références.
- Insérer une infobox (cadre d'informations à droite) n'est pas obligatoire pour parachever la mise en page.

Pour une aide détaillée, merci de consulter Aide:Wikification.
Si vous pensez que ces points ont été résolus, vous pouvez retirer ce bandeau et améliorer la mise en forme d'un autre article.
Une université européenne est une alliance d'universités instituée par l'Union européenne (UE) dans le cadre du programme Erasmus+, dans le but de renforcer l'intégration et la visibilité de l'éducation et de la recherche européennes,.
Une université européenne doit inclure au minimum 3 établissements d'enseignement supérieur de trois États membres de l'UE ou de pays tiers associés au programme Erasmus+.
À l'issue du quatrième appel à projet en juillet 2023, cinquante universités européennes sont financées, impliquant 430 établissements d'enseignement supérieur dans 35 pays. Un cinquième appel à projet a été programmé pour l'été 2024 avec l'objectif de créer soixante universités européennes.

## Contexte
Le processus de Bologne lancé en 1998 a conduit à la création d'un Espace Européen de l'Enseignement Supérieur (2010) visant à harmoniser les systèmes nationaux d'enseignement supérieur (avec notamment l'instauration des trois cycles Licence-Master-Doctorat (LMD) et des crédits transférables ECTS) et une politique commune d'assurance qualité. Ce processus a été soutenu par l'Union européenne avec les programmes de mobilité Erasmus et Erasmus+ ; s'il a fortement développé la mobilité étudiante et les collaborations entre universités pour la formation et la recherche, il est loin d'avoir atteint tous ses objectifs en 2020. 
L'espace européen reste un espace de coopération entre établissements ; la délivrance des diplômes relevant toujours des compétences nationales. Il n'y a pas de diplômes européens proprement dits ; les « masters européens » du programme Erasmus Mundus sont les plus intégrés actuellement, ils sanctionnent des parcours constitués de périodes d'études dans plusieurs universités ; mais ce sont des diplômes conjoints délivrés par les établissements partenaires.

## Historique
Les alliances sélectionnées reçoivent un financement pour 3 ans renouvelables (éligibles aux appels à projet suivants). 
Juin 2019, premier appel à projet : 54 candidatures reçues, 17 premières universités européennes sélectionnées représentant 114 établissements d'enseignement supérieur de 24 États membres. 
Juillet 2020, deuxième appel à projet : 62 candidatures reçues, 24 nouvelles universités européennes sélectionnées représentant 165 établissements d’enseignement supérieur de 26 États membres et autres pays.
Juillet 2022, troisième appel à projet ouvert aussi aux alliances en fin de contrat : 4 nouvelles et 16 anciennes universités européennes sélectionnées.
Juillet 2023, quatrième appel à projet ouvert aussi aux alliances en fin de contrat : 7 nouvelles et 23 anciennes universités européennes sélectionnées.

## Liste des universités européennes

### Premier appel à projet
Le premier appel à projet a acté la création de 17 universités européennes :
4EU+ - Former les nouvelles générations de citoyens pour faire face et résoudre les défis mondiaux ;
ARQUS - Engagement régional dans les villes moyennes ;
CHARM - Offre d'une expérience éducative véritablement européenne aux citoyens du monde ;
CIVICA —  Université européenne en sciences sociales, promotion des valeurs civiques européennes ;
CIVIS — Vecteur de changement et d'innovation dans les écosystèmes ;
ECIU - Focus sur le développement durable des Villes et Communautés ;
EDUC - UniverCité européenne numérique ;
EPICUR - Partenariat européen pour un campus innovant fédérateur des Territoires ; 
EU4ART - Création d'une université européenne des Beaux-Arts ;
EU-CONEXUS - Université européenne pour un littoral urbain durable intelligent ;
EUGLOH - Alliance universitaire européenne pour la santé mondiale ;
EUTOPIA - Universités européennes vers une université ouverte et inclusive pour 2050 ;
FORTHEM - Cultiver l’engagement sociétal dans les régions européennes, l'enseignement supérieur transnational et la mobilité ;
SEA-EU - Université européenne des mers ;
UNA Europa - Innovation technologique, culturelle et sociale du niveau local au niveau européen ;
UNITE! -  Réseau universitaire pour l'innovation, la technologie et l'ingénierie ;
YUFE - Université jeune, centrée sur l'étudiant, non-élitiste, ouverte et inclusive pour le futur de l'Europe.

### Deuxième appel à projet
Le deuxième appel à projet a acté la création de 24 universités européennes :
ATHENA - Développement d'une économie numérique équitable, durable et sûre ;
Aurora - Contribuer à résoudre les défis sociétaux comme entrepreneurs et innovateurs sociaux ;
Circle U - Connecter l'éducation, la recherche et l'innovation au service de la société ;
E3UDRES² - Promouvoir le développement des villes petites et moyennes et de leurs environnement ruraux ;
EC2U - Créer un campus pan-européen ;
EELISA - Définir et mettre en œuvre un modèle commun d'ingénieur européen ancré dans la société ;
ENGAGE-EU - Université européenne engagé dans les changements sociétaux ;
ENHANCE - Utiliser la science et la technologie de manière responsable ;
ENLIGHT - Transformer l'enseignement supérieur en promouvant la promotion une qualité de vie équitable, la durabilité et l'engagement global ;
ERUA - Réimaginer le rôle des universités européennes dans un contexte global ;
EUNICE - Evoluer vers une éducation sur mesure grâce à la mobilité interuniversitaire ;
EUniWell - Comprendre, améliorer, mesurer et rééquilibrer le bien-être ;
EURECA-PRO - Traiter les questions actuelles de la consommation et de la production durables ;
EuroTeQ - Faire de l'éducation, la recherche, l'innovation et le service à la société une réalité ;
EUt+ - Université de technologie au service de l'amélioration de la société ;
FILMEU - Alliance multidisciplinaire pour le film et les médias ;
INVEST - développer les innovations pour une vie durable en région ;
Neurotech EU - Neurosciences pour fournir des solutions centrées ou inspirées par le cerveau ;
RUN-EU - Assurer le progrès économique, social, culturel et environnemental dans les régions ;
T4EU - S'unir et se transformer pour conduire la transformation de l'Europe ;
Ulysseus - Université ouverte sur le monde, centrée sur la personne, entrepreneuriale pour les citoyens du futur ;
UNIC - Université européenne des villes post-industrielles, leurs challenges et opportunités ;
UNITA - Stimuler l'excellence et devenir attractif pour les étudiants d'autres continents ;
UNIVERSH - Université européenne de l'Espace pour la Terre et l'humanité.

### Troisième appel à projet
Le troisième appel à projet a acté la création de 4 universités européennes,.
EU4DUAL - Développer à l'international le modèle d'éducation duale
EU GREEN - Alliance pour la durabilité : croissance responsable, éducation inclusive et environnement
INGENIUM - Alliance de la diversité, engagée dans les enjeux locaux et mondiaux
UNIgreen - Promouvoir l'excellence dans le domaine de l'agriculture durable, de la biotechnologie verte et des sciences de l'environnement et de la vie.

### Quatrième appel à projet
Le quatrième appel à projet a acté la création de 7 universités européennes,, :
Colours - Universités régionales, collaboratives et durables ;
EULisT - Lier la science et la société ;
EUPeace - Université européenne pour la paix, la justice et les sociétés inclusives ;
IN.TUNE - Universités innovantes en musique et arts en Europe ;
NEOLAiA - Jeunes universités pour transformer les régions visant à une Europe inclusive ;
STARS EU - Promouvoir l'échange d'idées, de personnes et d'innovation dans la recherche et l'innovation dans l'enseignement ;
UREKA SHIFT - Alliance des savoirs pour la recherche et l'éducation urbaines.